# East Hampton (Nova York)
East Hampton és una població del Comtat de Suffolk (Nova York) als Estats Units d'Amèrica. Segons el cens dels Estats Units del 2000 tenia 1.334 habitants.

## Demografia
Segons el cens del 2000 East Hampton tenia 1.334 habitants, 635 habitatges, i 337 famílies. La densitat de població era de 108,2 habitants/km².
Dels 635 habitatges en un 16,9% hi vivien nens de menys de 18 anys, en un 42,2% hi vivien parelles casades, en un 6,9% dones solteres, i en un 46,9% no eren unitats familiars. En el 36,4% dels habitatges hi vivien persones soles el 18% de les quals corresponia a persones de 65 anys o més que vivien soles. El nombre mitjà de persones vivint en cada habitatge era de 2,07 i el nombre mitjà de persones que vivien en cada família era de 2,68.
Per edats la població es repartia de la següent manera: un 14,4% tenia menys de 18 anys, un 4,5% entre 18 i 24, un 22,6% entre 25 i 44, un 31,3% de 45 a 60 i un 27,1% 65 anys o més.
L'edat mediana era de 52 anys. Per cada 100 dones de 18 o més anys hi havia 92,6 homes.
La renda mediana per habitatge era de 56.607 $ i la renda mediana per família de 62.500 $. Els homes tenien una renda mediana de 41.181 $ mentre que les dones 37.083 $. La renda per capita de la població era de 51.316 $. Entorn del 5,5% de les famílies i el 8,2% de la població estaven per davall del llindar de pobresa.